# Emma Baron
Emma Baron (eigtl. Emma Bardon; * 19. Oktober 1904 in Treviso; † 7. März 1986 in Rom) war eine italienische Schauspielerin.

## Leben
Baron, die italienische Mutterdarstellerin par excellence, widmete sich nach einem Abschluss in Literaturwissenschaften der Bühne und trat neben Schauspielgrößen der 1920er und 1930er Jahre wie Maria Melato oder Marta Abba auf. Von 1937 an ging sie mit ihrem Ehemann Ennio Cerlesi – sie hatten im Jahr zuvor geheiratet – auf Tourneen, die sie durch Europa und bis in die USA führten, wo sie für die italienischen Einwanderer spielten. Ihre erste berühmte Mutterrolle folgte dann 1941 in Mario Camerinis I promessi sposi. Der Krieg unterbrach die gerade begonnene Karriere – allerdings hatte sie schon in den 1930ern vier Filme gedreht –, die sie jedoch 1948 wieder aufnahm und bis Mitte der 1960er Jahre nun Film auf Film machte. 1971 beendete sie ihre Leinwandkarriere.

## Filmografie (Auswahl)
- 1935: La freccia d’oro
- 1941: Die Verlobten (I promessi sposi)
- 1950: Einer war zuviel (Atto di accusa)
- 1955: Die schwarzen Ritter von Borgoforte (Giovanni dalle bande nere)
- 1957: Väter und Söhne (Padri e figli)
- 1958: Anna von Brooklyn (Anna di Brooklyn)
- 1958: Aphrodite – Göttin der Liebe (Afrodite, dea dell' amore)
- 1958: Don Vesuvio und das Haus der Strolche (Il bacio del sole)
- 1960: David und Goliath (David e Golia)
- 1960: Und dennoch leben sie (La ciocara)
- 1960: Theseus, Held von Hellas (Teseo contro il Minotauro)
- 1960: Das Haus in der Via Roma (La viaccia)
- 1961: Macistes größtes Abenteuer (Maciste contro il vampiro)
- 1962: Einer gegen Sieben (Duello nella sila)
- 1962: Pontius Pilatus – der Statthalter des Grauens (Ponzio Pilato)
- 1962: Zehn Italiener für einen Deutschen (Dieci italiani per un tedesco (Via Rasella))
- 1963: Die Revolte der Sieben (Gli invincibili sette)
- 1964: Der Donnerstag (Il giovedì)
- 1968: Ich bin ein entflohener Kettensträfling (Vivo per la tua morte)
- 1968: Zweimal Judas (Due volte Giuda)
- 1971: Liebe und Abenteuer des Don Juan (Le calde notti di Don Giovanni)